# شزندرة ممتلئة
شزندرة ممتلئة (الاسم العلمي: Schisandra plena) هي نوع نباتي يتبع جنس الشزندرة من فصيلة الشزندرية.